# Geologisk tidsskala
 Der er for få eller ingen kildehenvisninger i denne artikel, hvilket er et problem. Du kan hjælpe ved at angive troværdige kilder til de påstande, som fremføres i artiklen.

Jordens historie er inddelt i den geologiske tidsinddeling eller tidsskala. Hver tidsenhed har et navn der samtidig henviser til geologiske lag der er påvist i og på jorden.

## Tidsoversigt
Superæon Prækambrium (4.570 – 542 mio år)
- Æon: Hadal, Hadean (4.570-3.800 mio år)
- Æon: Arkæikum, Archæikum, azoikum, Archaean, ældre prækambrium (De ældste klipper), (3.800-2.500 mio år)
  - Eoarkæikum
  - Palæoarkæikum
  - Mesoarkæikum
  - Neoarkæikum
- Æon: Proterozoikum, "Jordens Urtid", yngre prækambrium, (Cyanobakterier og Eucaryoter opstår)
  - Palæoproterozoikum (2.500-1.600 mio år)
  - Mesoproterozoikum (1.600-1.000 mio år)
  - Neoproterozoikum (1.000-542 mio år)

- Æon: Phanerozoikum, Phanerozoikum (Betyder: "Tydeligt Liv")
  - Æra: Palæozoikum, "Jordens Oldtid", ("Gammelt Liv") (542 – 248 mio år)
    - Periode (system): Kambrium (542 – 505 mio år), (Første armfødder, trilobitter, bløddyr, koraller og fisk)
    - Periode (system): Ordovicium (505 – 438 mio år), (Første søstjerner, søliljer, mosdyr og søpindsvin)
    - Periode (system): Silur (438 – 408 mio år), (Største søskorpioner og landplanter)
    - Periode (system): Devon (408 – 360 mio år), (Første mider, tusindben, hajer, vingeløse insekter, benfisk og frøer)
    - Periode (system): Karbon (360 – 286 mio år), (Første hvirveldyr på land, første belemnitter (vættelys-blæksprutter), kakerlakker, krybdyr og bregner)
    - Periode (system): Perm (286 – 248 mio år), (Første nøgenfrøede planter (Gingko) og biller. Den største masseuddøen, hvor op til 95% af alle arter uddøde)

  - Æra: Mesozoikum, "Jordens Middelalder", (dinosaurernes tidsalder) (248 – 65 mio år)
    - Periode (system): Trias (248 – 213 mio år), (Første dinosaurer, skildpadder, krokodiller, flyveøgler og pattedyr)
    - Periode (system): Jura (213 – 144 mio år), (Opsprækning af Pangæa (180 mill.år). Første salamandre, fugle)
    - Periode (system): Kridt (144 – 65 mio år), (Første slanger, pungdyr, placentale pattedyr, primater og blomsterplanter. Masseuddøen, hvor bl.a. dinosaurerne uddøde)

  - Æra: Kænozoikum, (pattedyrenes tidsalder) (65 – 0 mio år) (tidligere kun inddelt i Tertiær og Kvartær)
    - Periode (system): Palæogen
      - Epoke: Paleocæn (65 – 54 mio år), (Første spidsmus og pindsvin)
      - Epoke: Eocæn (54 – 37 mio år), (Første hvaler, myrer, bier, flagermus, harer og kaniner)
      - Epoke: Oligocæn (37 – 24 mio år), (Første aber, egern og bæver)

    - Periode (system): Neogen
      - Epoke: Miocæn (24 – 5 mio år), (Første menneskeaber, duer og spætter, mus og rotter)
      - Epoke: Pliocæn (5 – 2,6 mio år), (Første abemenneske (Ardipithecus))

    - Periode (system): Kvartær
      - Epoke: Pleistocæn (2,6 – 0,01 mio år), (Homo sapiens (500.000)) Istider og mellemistider.
      - Epoke: Holocæn (0,01 mio år...nu) Nuværende mellemistid